# Врадіївка (футбольний клуб)
ФК «Врадіївка» — аматорський український футбольний клуб з селища міського типу Врадіївка, яке знаходиться у Врадіївському районі Миколаївської області.

## Історія клубу
Футбольний клуб "Врадіївка" засновано 1 червня 2014 року.

## Досягнення
- Володар Суперкубку Миколаївської області [Архівовано 18 червня 2019 у Wayback Machine.] 2016[2] — 1-ше місце;
- Чемпіонат Миколаївської області 2016[2] — 1-ше місце;
- Кубок Миколаївської області 2016
- Чемпіонат Миколаївської області (Зимова першість 2015/16) — 1 та 2 місце;
- Кубок Придніпров'я 2016 — 1/2 фіналу
- Суперкубок Миколаївської області 2015 — 1-ше місце;
- Чемпіонат Миколаївської області 2015 — 1-ше місце;
- Кубок України з футболу серед аматорів 2015 — 1/8 фіналу

## Склад команди
Станом на 22 серпня 2016:
| №  | Поз. | Нац.    | Гравець             |
| -- | ---- | ------- | ------------------- |
| 8  | ВР   | Україна | Олександр Медведєв  |
| 11 | ВР   | Україна | Вадим Радіола       |
| 9  | ЗХ   | Україна | Роман Мізернюк      |
| 14 | ЗХ   | Україна | Євгеній Рябченко    |
| 15 | ЗХ   | Україна | Ігор Савка          |
| 16 | ЗХ   | Україна | Артем Сандул        |
| 20 | ЗХ   | Україна | Василь Чорнописький |
| 1  | ПЗ   | Україна | Олексій Александров |
| 3  | ПЗ   | Україна | Владислав Гончаров  |
| 4  | ПЗ   | Україна | Сергій Гранковський |
| 5  | ПЗ   | Україна | Олександр Зима      |

| №  | Поз. | Нац.    | Гравець           |
| -- | ---- | ------- | ----------------- |
| 13 | ПЗ   | Україна | Денис Рябцев      |
| 17 | ПЗ   | Україна | Дмитро Севодняєв  |
| 18 | ПЗ   | Україна | Олексій Тищенко   |
| 19 | ПЗ   | Україна | Сергій Федорченко |
| 2  | НП   | Україна | Євгеній Гагулін   |
| 6  | НП   | Україна | Олег Крамаренко   |
| 7  |      | Україна | Андрій Курятник   |
| 10 |      | Камерун | Деніс Ндже        |
| 12 |      | Україна | Кирило Ратушний   |
| 21 |      | Україна | Віталій Шпартко   |